# Drachmobola
Drachmobola is een geslacht van vlinders van de familie bladrollers (Tortricidae), uit de onderfamilie Tortricinae.

## Soorten
- D. insignitana (Möschler, 1890)
- D. lobigera Diakonoff, 1975
- D. periastra Meyrick, 1907
- D. strigula Meyrick, 1910